# Mutiara Timur I
Die Mutiara Timur I (auch als KM Mutiara Timur I bezeichnet) war ein 1991 als Ocean East in Dienst gestelltes Fährschiff der indonesischen Reederei City Line, das unter diesem Namen seit 2016 im Einsatz stand. Am 17. November 2022 sank die Fähre in der Bali-Straße nach einem Brand, der am Tag zuvor ausgebrochen war.

## Geschichte
Die Ocean East entstand unter der Baunummer 1013 in der Werft von Saiki Jukogyo in Saiki und lief am 16. Februar 1991 vom Stapel. Nach der Ablieferung an die in Kitakyūshū ansässige Reederei Ocean Tokyo Ferry am 30. Mai 1991 nahm sie am 10. Juni den Fährdienst von Tokio nach Tokushima und Kokura auf. Ihr jüngeres Schwesterschiff Ocean South folgte im September 1991.
Seit 1995 lief die Ocean East den Hafen von Shin Moji bei Kitakyūshū anstelle von Kokura an. Auf dieser Strecke verblieb die Fähre die nächsten 21 Jahre, ehe sie 2016 ausgemustert wurde. Das zunächst in Golden Bird 7 umbenannte und in der Mongolei registrierte Schiff ging im selben Jahr nach Indonesien, wo es den Namen Mutiara Timur I erhielt und fortan in Panjang registriert war. Die Fähre stand zwischen den Inseln Indonesiens im Einsatz.

### Brand und Untergang
Am 16. November 2022 befand sich die Mutiara Timur I mit 262 Personen (237 Passagiere und 25 Besatzungsmitglieder) an Bord in der Mali-Straße, als aus bislang ungeklärter Ursache 1,5 Seemeilen vor Karangasem ein Brand an Bord ausbrach. Zwei Schiffe der indonesischen Marine sowie einheimische Fischerboote beteiligten sich an der Evakuierung der Fähre. Alle Personen an Bord konnten gerettet werden, nachdem zunächst noch drei Passagiere als vermisst galten. Am 17. November 2022 bekam das mittlerweile in weiten Teilen ausgebrannte Schiff Schlagseite und versank daraufhin gegen 16.15 Uhr Ortszeit.